# Instituto de Neurociencias del Principado de Asturias
El Instituto de Neurociencias del Principado de Asturias, también conocido como Ineuropa, es un centro de investigación, adscrito a la Universidad de Oviedo. Sus campos de investigación integran diversos enfoques: moleculares, celulares, fisiológicos, clínicos y neuropsicológicos, que inciden en la formación integral que reciben los investigadores de posgrado formados allí, que consiguen una alta especialización y calidad en sus trabajos. La parte clínica se realiza dentro de los Centros Hospitalarios del Principado de Asturias en un estrecho contacto que ayuda tanto en el diagnóstico como en el tratamiento de las diversas patologías estudiadas.

## Historia
Ineuropa se aprobó el 14 de abril de 2011 por el Consejo de Gobierno de la Universidad de Oviedo, con el fin de: posicionar la investigación asturiana con equipos multidisciplinares que aborden las enfermedades neuronales, los trastornos mentales y la neurociencia experimental; captar más recursos y disponer de mejores infraestructuras y equipos trabajando en red tanto con institutos nacionales e internacionales. Finalmente, el 22 de diciembre de 2011, se creó a través del Decreto 278/11.

## Objetivos
Sus principales objetivos son: 
1. Apoyo a los grupos emergentes y a los nuevos investigadores. En 2021, el centro cuenta con trece investigadores predoctorales. Se les orienta en su curriculum desde la experiencia de los investigadores veteranos.  
2. Transferencia bidireccional Universidad-Empresa. 
3. Crear una red de colaboración con otros institutos de neurociencias nacionales e internacionales, y asociaciones de pacientes. Por el momento ya se ha establcido una colaboración con el Instituto Nacional de Psiquiatría Ramón de la Fuente Muñiz, en Ciudad de México. 

## Miembros
El Ineuropa cuenta con los siguientes miembros:
- Directora: Ana María Coto Montes, catedrática de Biología Celular
- Subdirectora: Paz García-Portilla, psiquiatra
- Secretaria: Marta Méndez, psicóloga.
- Coordinadora de Neurociencia experimental: Carolina Gómez.
- Coordinador de enfermedades neurológicas: Manuel Menéndez.
- Coordinador de psiquiatría y trastornos del comportamiento: Julio Bobes.

En cuanto a las instituciones que colaboran con Ineuropa, se encuentran, además de la Universidad de Oviedo, el Hospital Universitario Central de Asturias (HUCA), el Hospital Universitario de Cabueñes (Gijón), el Hospital Álvarez Buylla (Mieres), el Centro de Investigación Biomédica en Red de Salud Mental (CIBERSAM, Madrid), el Hospital Sierrallana (Torrelavega, Cantabria), y las universidades Complutense de Madrid, Barcelona, Miguel Hernández (Elche), Almería, Málaga y Autónoma de Madrid.

## Campos de investigación
- Trastorno obsesivo-compulsivo (TOC)
- Adicciones
- Neuroimagen y Espectroscopia en Epilepsia
- Diagnóstico y tratamiento endovascular de Ictus agudo
- Demencia tipo Alzheimer
- Parkinson
- Esclerosis múltiple
- Trastornos mentales graves (Esquizofrenia y Trastorno bipolar)
- Neurobiología del envejecimiento en condiciones normales
- Detección temprana del riesgo de psicosis
- Técnicas de manejo de contingencias  y de exposición a señales para el tratamiento de la drogadicción.
- Genética de los trastornos mentales y del comportamiento (Etiopatogenia y efectos secundarios del tratamiento psicofarmacológico)
- Estudio de las bases biológicas del aprendizaje y la memoria espacial en modelos experimentales y humanos.
- Adaptación/validación de instrumentos de evaluación psicométrica en los trastornos mentales graves (sueño: Cuestionario Oviedo de Sueño (COS), sexualidad: CSFQ-14, obesidad: EPICA, funcionalidad: PSP, calidad de vida: SF-36)
- Depresión unipolar.
- Estudio de las bases conductuales y cerebrales del aprendizaje de aversión al sabor.
- Modelos animales de la conducta adictiva.
- Neurogenética de sistemas sensoriales.
- Estudios sobre el desarrollo y el mantenimiento de las células fotorreceptoras de la retina externa, conos y bastones, y de los fotorreceptores ganglionares en la retina interna en modelos de roedores.
- Factores asociados al nacimiento prematuro y estudios del desarrollo neurológico y cognitivo en prematuros.